# Móricgát
Móricgát é um município da Hungria, situado no condado de Bács-Kiskun. Tem 32,89 km² de área e sua população em 2015 foi estimada em 405 habitantes.